# Corydoras pinheiroi
Corydoras pinheiroi es una especie de pez de la familia Callichthyidae en el orden de los Siluriformes.

## Morfología
Los machos pueden llegar alcanzar los 5,7 cm de longitud total.

## Distribución geográfica
Se encuentran en Sudamérica: cuenca occidental del río Amazonas en Rondônia (Brasil ).